# メヌエット

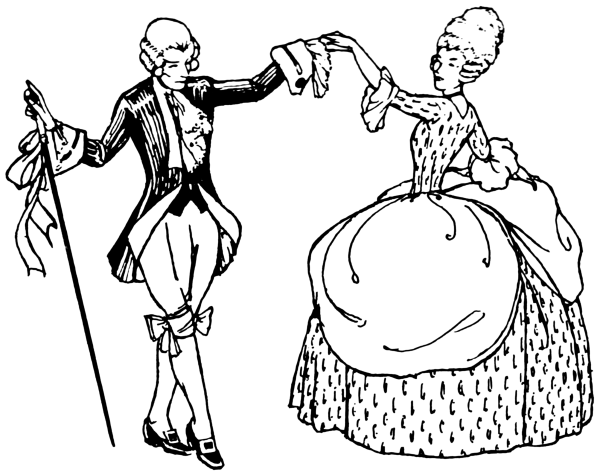
メヌエット

メヌエット（独: Menuett メヌエット、伊: minuetto ミヌエット、英: minuet ミニュエット、仏: menuet ムニュエ）は、フランス発祥の宮廷舞曲のひとつ。基本的に4分の3拍子で、通常は穏やかな性格を帯びた音楽である。定着した形式として、複合三部形式が標準的となっており、中間部にもう一つのメヌエットを挟むか、別の性格の4分の3拍子の音楽を挟む。

## 歴史

### 発祥
メヌエットはフランスの舞踊で、その起源は明らかでない。しばしばポワトゥー地方のブランルから発祥したとされるが、疑わしい。
その名前はフランス語のmenu（ムニュ、「小さい」）に指小辞がついたもので、小股でステップを踏むためにそう呼ばれた。フランス語ではムニュエだが、イタリア語化してミヌエット（minuetto、フランス語のmenuに対応するイタリア語がminutoであるため）またはメヌエット（menuetto）と呼ばれた。

### 舞踏としての歴史
17世紀後半から18世紀にかけて、宮廷の優雅な舞踊として流行し、とくにルイ14世の時代のフランスで盛んだった。後に舞踊ではなく、舞踊に使われる音楽作品のことをも指すようになった。
実際に舞踏としてのメヌエットを知ることのできる作品として、モーツァルト『ドン・ジョヴァンニ』第1幕の終わり近くの舞踏会の場面が広く知られている。

### 器楽曲としての歴史
メヌエットが、宮廷での実際的な舞踏を目的としないメヌエットとして扱われた最初の例は、オペラに現れるメヌエットであった。フランスのリュリは90を超えるメヌエットを劇場での作品群に組み込んだ。
バロック時代において、独立した器楽曲として作曲されることが多くなった他に、組曲に含まれる1曲として数多く作曲された。バロック組曲は、様々な種類の舞踏を組み合わせることで全体に多様性を生み出す効果を狙ったものが定着していたことから、おのずと舞踏の一種としてメヌエットがその定番として組曲に組み込まれた。例えば、バッハやヘンデルの組曲の中に、メヌエットの楽章を見出すことができる。
18世紀後半には、主にソナタ形式の複数楽章形式の楽曲の中間楽章として、しばしばメヌエットの楽章が好まれるようになっていった。ハイドンによるおびただしい数のソナタ形式の作品の中からその例を見つけることが容易であるが、後のモーツァルトやベートーヴェンのソナタ形式の作品においても、メヌエットの楽章を見つけることは同様に容易である。
ただし、ベートーヴェンのソナタ形式の作品では、メヌエットから後にスケルツォが好まれるように変遷しており、それによってメヌエット楽章のないソナタ形式の作品が多くなっていった。ベートーヴェンのメヌエットでは、メヌエットとしてのテンポから大幅に逸脱した非常に速い速度の指示も見られるが、それはベートーヴェンの個人的な趣向による、組曲としてのソナタが変遷していっただけであり、メヌエットが変わっていったわけではない。故に、それらを標準的なメヌエットに加えるべきではない。スケルツォ的な例外的メヌエットとして、交響曲第1番のメヌエットがある。

## 音楽的側面

### 速度
4分の3拍子が標準であるが、ごくまれに8分の3拍子で記譜されたメヌエットも存在する。
宮廷での舞曲であるため、上品に振る舞える速くないテンポが通常であった。付点二分音符＝60～70が標準的なテンポである。

### 性格
テンポが速くないことに同調して、優雅で穏やかな雰囲気を持つ音楽が標準的である。

### 音楽学的特徴

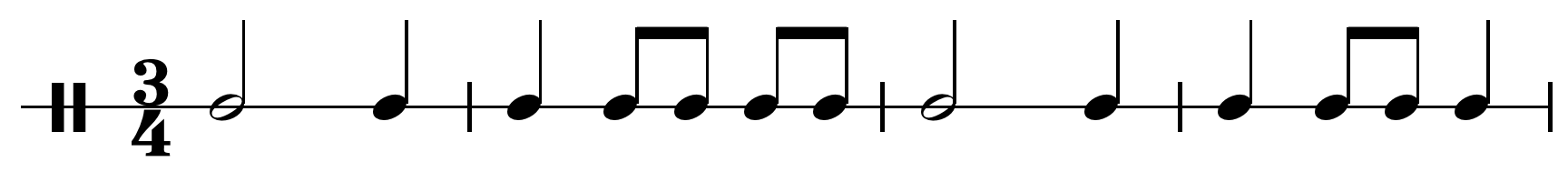
メヌエット リズム

メヌエットを明確に特定させるようなリズム的な伴奏形のようなものは、伝統的に存在しない。しかし、メヌエット・リズムというのも存在するが、実際に、多くのメヌエットにおいてそれが伝承されてこなかった。
テンポが速くないことからも、数小節にわたって同じ和声が続いたり、1小節が同じ和声のままであるということは殆どなく、1小節内で和音の変化があることが多い。

### 形式
宮廷では、踊り終わった後に別の舞曲をまた踊るというものであったため、その名残によって、メヌエットは別のメヌエットを挟み、その後に元のメヌエットを繰り返すという形式によって、異なる踊りへの連続を再現するようになった。バッハのバロック組曲にメヌエットが現れる場合には、「メヌエットI」の楽章の次に「メヌエットII」の楽章が連続して配置されており、「メヌエットII」の演奏を終えた後に、前の楽章の「メヌエットI」を再び演奏するよう指示されている。
リュリのメヌエットでは、メヌエットの中間に挟まれた部分を「トリオ」と称するようになり、彼は2本のオーボエと1本のファゴットでトリオを奏することで対比を形作ることが多かった。
後の時代には、トリオ部分がメヌエット以外の舞曲や音楽であることが多くなったものの、メヌエット以外をトリオに持つ場合でも、全体としてメヌエットと呼ぶようになった。
メヌエットそのものは元々二部形式の舞曲であり、通常はそれぞれ8小節の2つの繰り返し楽句で構成されていた。しかし、2番目の楽句は拡張されるようになり、最終的に三部形式のメヌエットが定着した。三部形式のメヌエットに対して、更に三部形式のトリオを中間に挟むことから、全体として複合三部形式となる。すなわち、ABA' - CDC' - ABA'の構成となり、実際には反復記号による繰り返しを含むため、A A BA' BA' - C C DC' DC' - A BA'と演奏される。この中で、最後に再び演奏される「メヌエットI」は、冒頭での演奏でなされた反復記号を無視することが伝統となっている。この場合、トリオの末尾に「Menuetto Da Capo Senza Replica」と記され、「メヌエットI」の末尾には「Fine」と記されている。「Senza Replica」と書かれていない場合には、「メヌエットI」で反復記号を無視しないで演奏されるべきと解釈される。しかし、「Senza Replica」が常識となっていた時代においては、「Senza Replica」と書かれていなくても反復記号の無視が当然という前提によって書かれなかったとみなし、反復記号の無視を行う演奏が実際には主流となっている。

### 調設計
古くは、トリオの調は「メヌエットI」と同一の調か、もしくは主音を同じくする長調と短調の関係で対比を図られた。すなわち、「メヌエットI」が長調の場合、トリオは同調か同主短調、「メヌエットI」が短調の場合、トリオは同調か同主長調であった。後の時代では、トリオで並行調による長調と短調の関係で対比を図られた。すなわち、「メヌエットI」が長調の場合、トリオはVI度調の短調、「メヌエットI」が短調の場合、トリオはIII度調の長調となる。更に後には、並行調以外の近親調によって長調と短調の関係で対比を図られることもあるようになった。いずれの場合でも、トリオは「メヌエットI」と音楽的に異なる性格で対比を図られているのが一般的である。
「メヌエットI」とトリオの冒頭部、すなわちAまたはC部分の末尾は、属調に転じていることが殆どであり、それ以外の場合でも、主張の属和音によって半終止することが大半である。「メヌエットI」とトリオの中間部、すなわちBまたはD部分は、その前の部分の属調であったり、頻繁に調が変わるか同形反復であったり、もしくはそれ以外の特殊な効果を狙ったりして、最終的に主調に復帰するよう設計されている。

## 作品例
- ヨハン・ゼバスティアン・バッハ
  - フランス組曲 第1～4番、第6番
  - イギリス組曲 第4番
  - パルティータ 第1番、第4番
  - アンナ・マグダレーナのためのクラヴィーア小曲集 8曲（この作品はバッハが妻のために編纂した寄せ集めの曲集であり、他の作曲家の作品も多数掲載された教則本となっている。）
  - 無伴奏ヴァイオリンのためのソナタとパルティータ パルティータ第3番
  - 無伴奏チェロ組曲 第1～2番
  - リュート組曲 ホ長調 BWV 1006a
- モーツァルト
  - ピアノ・ソナタ 第4番 変ホ長調 K.282 第2楽章
  - ピアノ・ソナタ 第11番 イ長調 K.331 「トルコ行進曲付」 第2楽章
  - 弦楽四重奏曲 第1番 ト長調 K.80(73f)「ローディ」 第3楽章
  - 弦楽四重奏曲 第8番 ヘ長調 K.168 第3楽章
  - 弦楽四重奏曲 第9番 イ長調 K.169 第3楽章
  - 弦楽四重奏曲 第10番 ハ長調 K.170 第2楽章
  - 弦楽四重奏曲 第11番 変ホ長調 K.171 第2楽章
  - 弦楽四重奏曲 第12番 変ロ長調 K.172 第3楽章
  - 弦楽四重奏曲 第13番 ニ短調 K.173 第3楽章
  - 弦楽四重奏曲 第14番ト長調 K.387「春」 第2楽章
  - 弦楽四重奏曲 第15番ニ短調 K.421(417b) 第3楽章
  - 弦楽四重奏曲 第16番 変ホ長調 K.428 第3楽章
  - 弦楽四重奏曲 第17番 変ロ長調 K.458「狩」第2楽章
  - 弦楽四重奏曲 第18番 イ長調 K.464 第2楽章
  - 弦楽四重奏曲 第19番 ハ長調 K.465「不協和音」 第3楽章
  - 弦楽四重奏曲 第20番 ニ長調 K.499「ホフマイスター」 第2楽章
  - 弦楽四重奏曲 第21番 ニ長調 K.575「プロシャ王 第1番」 第3楽章
  - 弦楽四重奏曲 第22番 変ロ長調 K.589「プロシャ王 第2番」 第3楽章
  - 弦楽四重奏曲 第23番 ヘ長調 K.590 「プロシャ王第3番」 第3楽章
  - ガリマティアス・ムジクム ヘ長調 K.32 第14楽章
  - カッサシオン 第1番 K.63 第4楽章、第6楽章
  - カッサシオン 第2番 K.99(63a) 第4楽章、第6楽章
  - ディヴェルティメント 第1番 変ホ長調 K.113 第3楽章
  - ディヴェルティメント 第2番 ニ長調 K.131 第3楽章、第5楽章
  - ディヴェルティメント 第3番 変ホ長調 K.166(159d) 第2楽章
  - ディヴェルティメント 第4番 変ロ長調 K.186(159b) 第2楽章
  - ディヴェルティメント 第6番 ハ長調 K.188 第3楽章、第5楽章
  - ディヴェルティメント 第8番 ヘ長調 K.213 第3楽章
  - ディヴェルティメント 第9番 変ロ長調 K.240 第3楽章
  - ディヴェルティメント 第10番 ヘ長調 K.247 「ロドロン・セレナード」 第3楽章、第5楽章
  - ディヴェルティメント 第11番 ニ長調 K.251 第2楽章、第4楽章
  - ディヴェルティメント 第12番 変ホ長調 K.252(240a) 第2楽章
  - ディヴェルティメント 第13番 ヘ長調 K.253 第2楽章
  - ディヴェルティメント 第14番 変ロ長調 K.270 第3楽章
  - ディヴェルティメント 第15番 変ロ長調 K.287(271H) 第3楽章、第5楽章
  - ディヴェルティメント 第17番 ニ長調 K.334(320b)「ロビニッヒ」 第3楽章、第5楽章
  - 弦楽三重奏のためのディヴェルティメント 変ホ長調 K.563 第3楽章、第5楽章
  - 音楽の冗談 K.522 第2楽章
  - 交響曲 ニ長調 K.100(62a) 第2楽章、第4楽章 ※セレナード第1番 K.100 から抜粋改作
  - 交響曲 第54番 変ロ長調 K.74g (Anh.216 / Anh.C11.03) 第3楽章 ※偽作の可能性あり
  - 第42番 ヘ長調 K.75 第2楽章 ※偽作の可能性あり
  - 交響曲 第12番 ト長調 K.110 (75b) 第3楽章
  - 交響曲 第46番 ハ長調 K.96 (111b) 第3楽章
  - 交響曲 第13番 ヘ長調 K.112 第3楽章
  - 交響曲 第14番 イ長調 K.114 第3楽章
  - 交響曲 第15番 ト長調 K.124 第3楽章
  - 交響曲 第18番 ヘ長調 K.130 第3楽章
  - 交響曲 第19番 変ホ長調 K.132 第3楽章
  - 交響曲 第20番 ニ長調 K.133 第3楽章
  - 交響曲 第21番 イ長調 K.134 第3楽章
  - 交響曲 第25番 ト短調 K.183 (173dB) 第3楽章
  - 交響曲 ニ長調 K.185 (167a) 第3楽章
  - 交響曲 第28番 ハ長調 K.200 (189k) 第3楽章
  - 交響曲 第29番 イ長調 K.201 (186a) 第3楽章
  - 交響曲 第30番 ニ長調 K.202 (186b) 第3楽章
  - 交響曲 ニ長調 K.203 第3楽章 ※セレナード K.203 から抜粋改作
  - 交響曲 ニ長調 K.204 第3楽章 ※セレナード K.204 から抜粋改作
  - 交響曲 ニ長調「ハフナー」 K.250 ※セレナード K.250 から改編
  - 交響曲 第33番 変ロ長調 K.319 第3楽章
  - 交響曲 第35番 ニ長調 K.385 「ハフナー」 第3楽章
  - メヌエット ハ長調 K.409(383f)
  - 交響曲 第36番 ハ長調 K.425 「リンツ」 第3楽章
  - 交響曲 第39番 変ホ長調 K.543 第3楽章
  - 交響曲 第40番 ト短調 K.550 第3楽章
  - 交響曲 第41番 ハ長調 K.551「ジュピター」 第3楽章
- ベートーヴェン
  - 6つのメヌエット WoO.10 第2番 ト長調（「ト調のメヌエット」として知られる）
- ボッケリーニ
  - 弦楽五重奏曲G275 第3楽章
- ビゼー
  - アルルの女 第1組曲、第2組曲
- パデレフスキ
  - メヌエット Op.14-1
- ラヴェル
  - 古風なメヌエット
  - ハイドンの名によるメヌエット
  - クープランの墓 第5曲（トリオはミュゼット）
- ドビュッシー
  - ベルガマスク組曲 第2曲
- 瀧廉太郎
  - メヌエット ロ短調
- シェーンベルク
  - ピアノ組曲 作品25 第5曲